# Marumba dyras
Espèce
Marumba dyras est une espèce d'insectes lépidoptères appartenant à la famille des Sphingidae, à la sous-famille des Smerinthinae, à la tribu des Smerinthini et au genre Marumba. C'est l'espèce type pour le genre.

## Distribution
L'espèce est répandue en Asie du Sud-Est et du sud.

## Description

### Imago
L'envergure varie de 90  à 125 mm. 
Le corps est brun pâle. Il y a une ligne sombre qui va de la tête à l'extrémité de l'abdomen. La face dorsale del'aile antérieure porte une ligne sous-basale, trois lignes antémédicales convergeant vers la marge interne, deux lignes post-médiales obliques légèrement courbées, la ligne externe est très peu marquée. Il y a une autre ligne post-médiane, courbée du costa à la veine 2, puis recourbée vers le haut et vers l'intérieur et entourant un point rouge-brun entouré d'une ligne indistincte. Les deux lignes sous-marginales incurvées peuvent être vues. 
Les ailes postérieures sont brun rougeâtre avec deux taches brun-rouge sur eux. La surface ventrale des ailes antérieures avec seulement des lignes sur la moitié extérieure présente. Surface ventrale de l'aile postérieure avec deux lignes droites post-médiales et deux lignes incurvées sous-marginales.

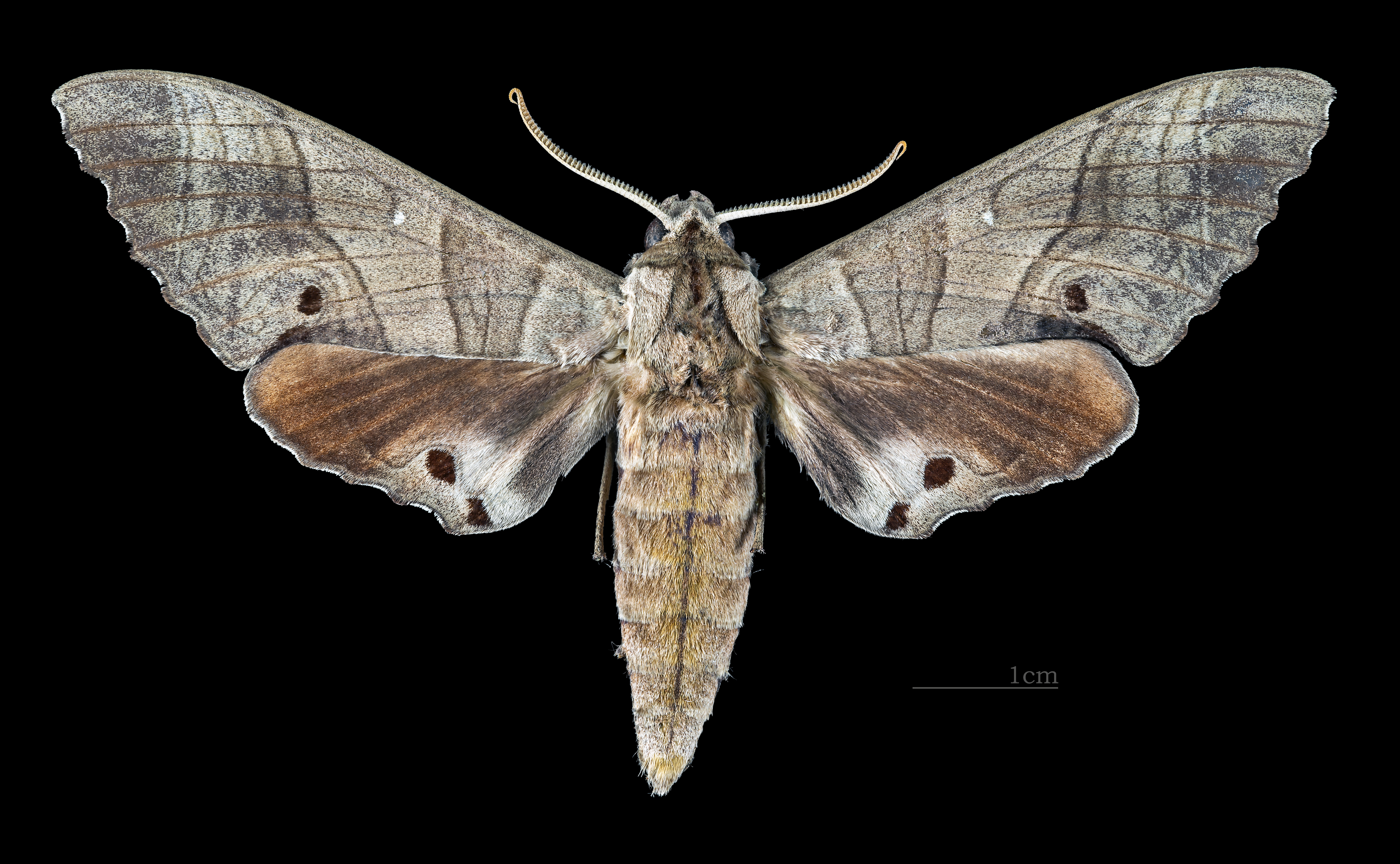
Marumba dyras dyras  ♂ (coll.MHNT)
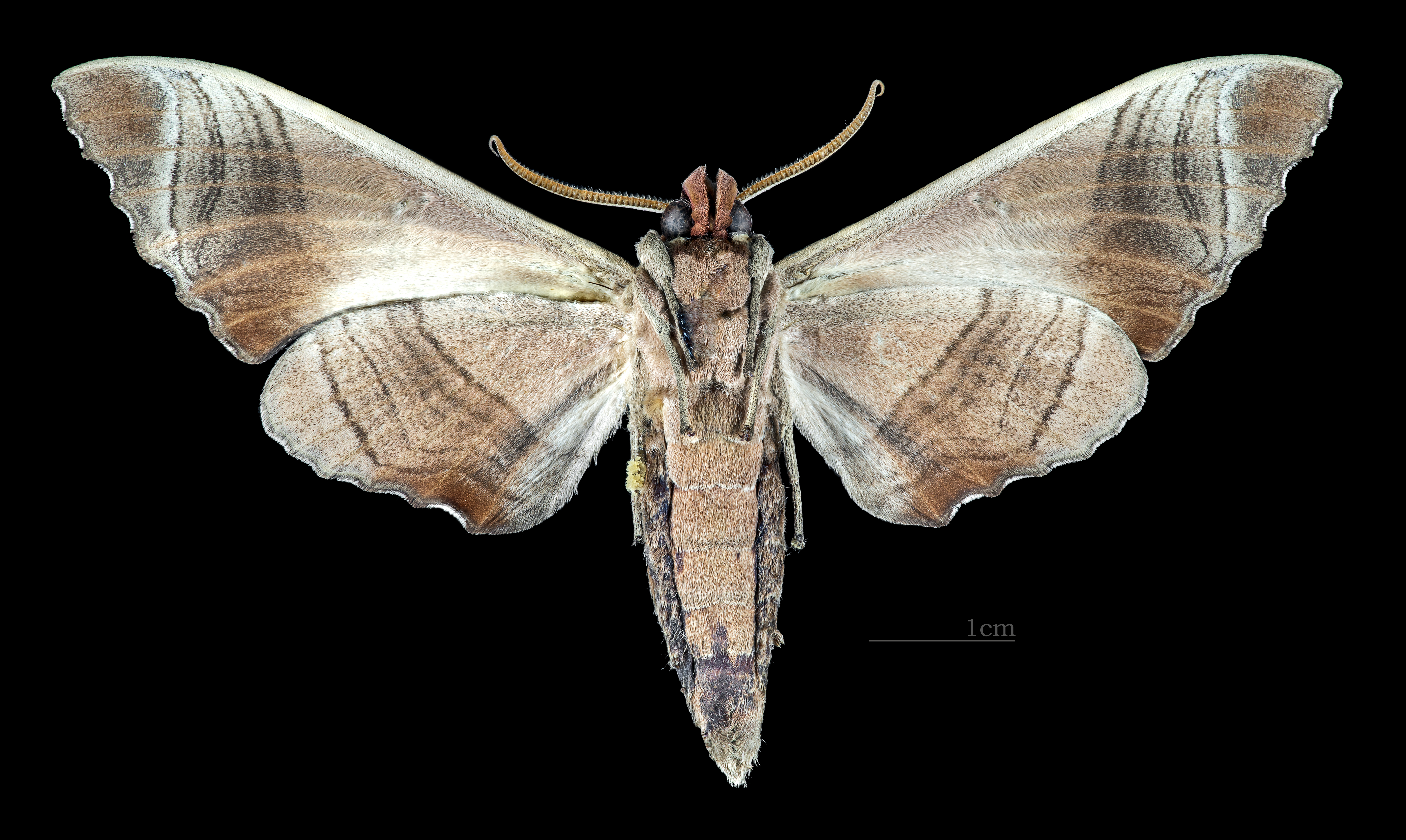
Marumba dyras dyras  ♂ revers (coll.MHNT)

## Biologie
Les chenilles se nourrissent sur divers arbres à feuilles caduques  Byttneria aspera, Firmiana simplex, Microcos paniculata, Pterospermum heterophyllum, Sterculia lanceolata, Hibiscus mutabilis, Microcos paniculata. En Inde sur  les genres Bridelia, Sapindus et Schleichera. Au Laos et en Thaïlande, Bombax anceps, Hibiscus rosa-sinensis et Microcos paniculata .

## Systématique
L'espèce Marumba dyras a été décrite par l'entomologiste britannique Francis Walker, en 1856, sous le nom initial de Smerinthus dyras.

### Synonymie
- Smerinthus dryas Walker, 1856 protonyme
- Marumba dryas Boisduval, 1875
- Triptogon andamana Moore, 1877
- Triptogon ceylanica Butler, 1875[3]
- Triptogon fuscescens Butler, 1875
- Triptogon massuriensis Butler, 1875
- Triptogon oriens Butler, 1875
- Triptogon silhetensis Butler, 1875
- Triptogon sinensis Butler, 1875
- Smerinthus horsfieldi Moore, 1858
- Smerinthus parallelis Moore, 1858
- Marumba dyras ceylonica Kernbach, 1960
- Marumba dyras handeliioides Mell, 1937
- Marumba dyras plana Clark, 1923
- Marumba dyras tonkinensis Clark, 1936
- Marumba dyras digitata Dupont, 1941
- Marumba dyras disjuncta Dupont, 1941
- Marumba dyras sumatrana Gehlen, 1940
- Triptogon dyras javanica Butler, 1875

### Liste des sous-espèces
- Marumba dyras dyras (Nord-ouest de l'Inde et au Sri Lanka, au Népal, la Birmanie, les îles Andaman et Nicobar, Sumatra, le sud de la Chine, la Thaïlande, le Vietnam, la Malaisie péninsulaire et Taïwan)
- Marumba dyras javanica (Butler, 1875) (Java, Sumatra) [4]
- Marumba dyras tenimberi Clark, 1935 (Île de Tenimber)[5]